# 金堉
金堉（：／ Gim Yug ?，1580年—1658年9月）。字伯厚（백후）、號潛谷（잠곡）、晦靜堂（회정당），本貫清風金氏，朝鮮王朝中期的文臣及實學者、政治家、經世家，大同法的施行者。諡號文貞（문정）。朝鮮顯宗妃明聖王后的親祖父，1651年-1654年和1655年-1658年間任朝鮮的領議政。

## 著作

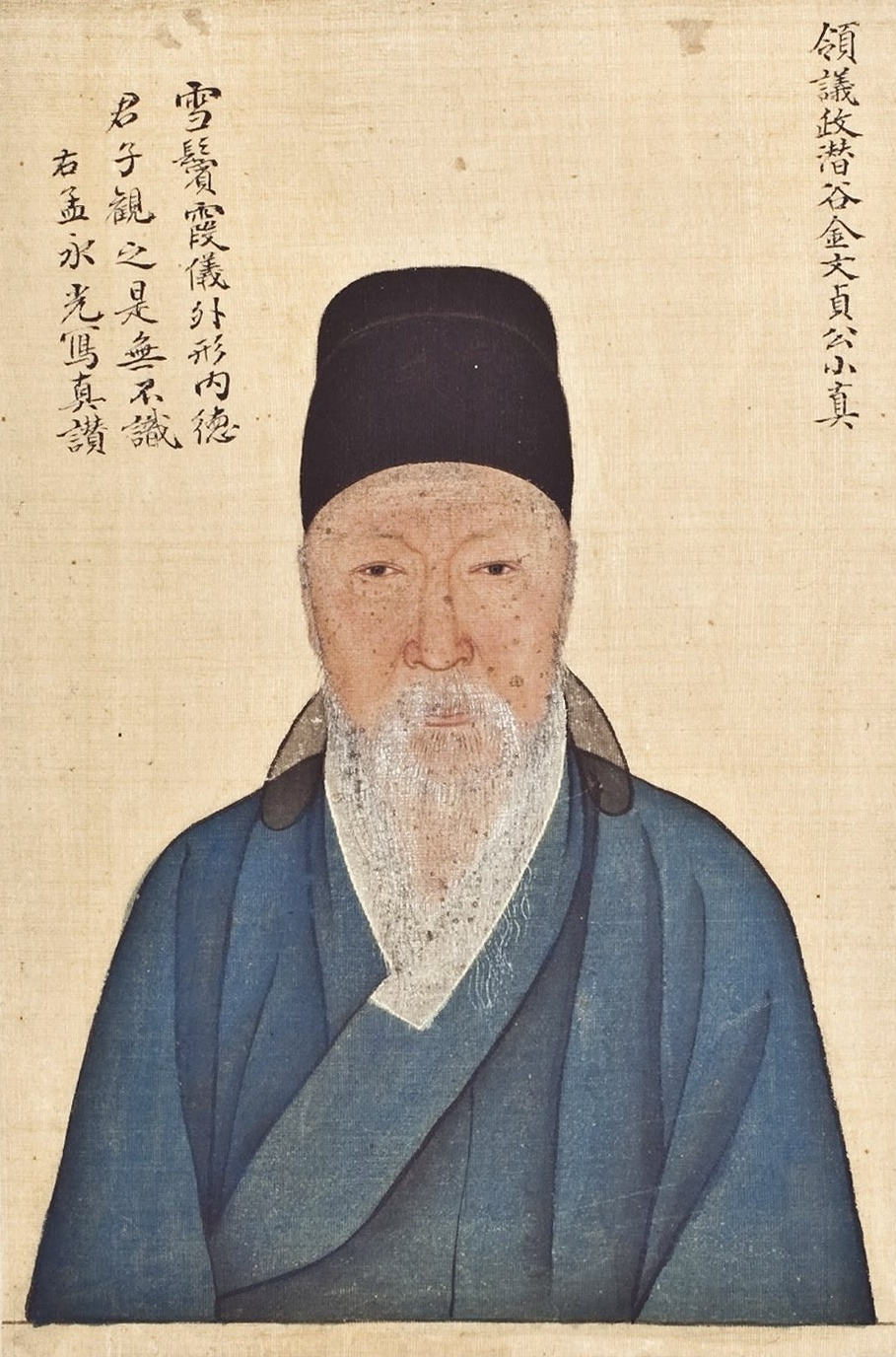
戴唐巾的金堉

- 《潛谷筆談》
- 《類苑叢寶》
- 《松都誌》
- 《八賢傳》
- 《海東名臣錄》
- 《皇明紀略》
- 《種德新編》